# Leptochloa chloridiformis
Leptochloa chloridiformis  es una especie botánica de planta con flor,  gramínea,  de la familia de las poáceas. Es endémica de Argentina, Paraguay, Uruguay.

## Descripción
Es cespitosa, perenne, erecta de cerca de 8 dm de altura. Posee macollas intravaginales, comprimidas. Vainas de 2-3 dm de largo, quebradizas al secarse; láminas de 5 dm de largo, se afinan hacia el ápice subulado, péndulo, con pelos retrorsos en los márgenes.  Tiene hojas de cañas floríferas mucho más cortas que las basales; lígula de solo pelos de 1 mm de largo, y más largos en el borde. Inflorescencia panoja digitada, con 7 espigas.

## Taxonomía
Leptochloa chloridiformis fue descrita por (Hack. ex Stuck.) Parodi y publicado en Physis. Revista de la Sociedad Argentina de Ciencias Naturales 4: 184, f. 5–6. 1918.
Etimología
Leptochloa: nombre genérico deriva de las palabras griegas leptos (delgado) y chloë (hierba), refiriéndose a las inflorescencias.
chloridiformis': epíteto
Sinonimia
- Diplachne chloridiformis Hack. ex Stuck. basónimo 1906
- Baldomiria chloridiformis Herter[5]